# Christopher Krieg
Christopher Krieg (* 16. April 1961 in Frankfurt am Main) ist ein deutscher Schauspieler.

## Leben
Krieg besuchte von 1982 bis 1984 die Neue Münchner Schauspielschule und bestand 1985 seine Bühnenreifeprüfung. Zudem nahm er am Mastery Kursus am Actors Institute in London teil.
Neben langjährigen Festengagements am Theater Heilbronn, dem Stadttheater Münster und dem Staatstheater Wiesbaden war er freiberuflich an Theatern in Hamburg, Frankfurt, München, Stuttgart, Essen und Düsseldorf, bei Freilichtfestspielen in Ettlingen, Mayen, Wunsiedel und Heppenheim, sowie für verschiedene deutsche Tourneetheater tätig. Zu seinem Rollenrepertoire gehören Benedict in Shakespeares Viel Lärm um nichts, Petruchio in Der Widerspenstigen Zähmung, Rocky in der The Rocky Horror Show, Fiesko in Die Verschwörung des Fiesco zu Genua, Prospero in Der Sturm, Jupiter in Amphitryon, der Titelheld in Cyrano de Bergerac und Bertie in The King's Speech. Er arbeitete mit den Regisseuren Günther Fleckenstein, Gerhard Klingenberg, Elke Lang, Nikolaus Paryla, Charles Regnier, Dietrich Hilsdorf, Friederich Schütter, Heinz Kreidl und Ernst Stankovski, Jean-Claude Berutti. Neben seiner Theaterarbeit war Christopher Krieg in zahlreichen Fernsehproduktionen zu sehen und arbeitet auch als Sprecher für Synchron und Hörbuchverlage.
Im Jahr 2016 bekam er für die Darstellung von Goethes Götz von Berlichingen bei den Burgfestspielen Jagsthausen den Publikumspreis verliehen.
Daneben wirkte er als Episodendarsteller auch in zahlreichen Fernsehserien mit. In der Daily-Soap Unter uns spielte er zeitweise die Rolle des Ulrich Weigel.
Er lebt in Essen.

## Filmografie
- 1995: Rennschwein Rudi Rüssel
- 1998–1999: Marienhof (Fernsehserie, 209 Folgen)
- 1999: Mallorca – Suche nach dem Paradies (Fernsehserie, 11 Folgen)
- 1999: Der Überfall oder das Leben oder…
- 1999: Dr. Stefan Frank – Der Arzt, dem die Frauen vertrauen (Fernsehserie, 1 Folge)
- 2000–2006: Der Alte (Fernsehserie, 3 Folgen, verschiedene Rollen)
- 2000–2006: Siska (Fernsehserie, 3 Folgen, verschiedene Rollen)
- 2001: Küstenwache (Fernsehserie, Folge: Raubtaucher)
- 2001: Verkehrsgericht (Fernsehserie, 1 Folge)
- 2001: Die Wache (Fernsehserie, 1 Folge)
- 2001, 2007: Unter uns (Fernsehserie, 126 Folgen)
- 2002–2007: SOKO München (Fernsehserie, 5 Folgen, verschiedene Rollen)
- 2002: Das letzte Mal
- 2003–2005: Die Rettungsflieger (Fernsehserie, 2 Folgen, verschiedene Rollen)
- 2003: SOKO Leipzig (Fernsehserie, Folge: Mord ist sein Hobby)
- 2003: Schuldig – Schicksale vor Gericht
- 2004: Unter Verdacht – Beste Freunde (Fernsehreihe)
- 2004: Mit Herz und Handschellen (Fernsehserie, Folge: Der Kronzeuge)
- 2005: Ein Fall für B.A.R.Z. (Fernsehserie, Folge: Gift)
- 2006: Die Rosenheim-Cops (Fernsehserie, Folge: Der Tod kommt auf Kufen)
- 2006: Die Fallers – Die SWR Schwarzwaldserie (Fernsehserie, 3 Folgen)
- 2006–2009: Verbotene Liebe (Fernsehserie, 7 Folgen)
- 2007: Tatort – Der Finger (Fernsehreihe)
- 2008: Sturm der Liebe (Fernsehserie, 9 Folgen)
- 2010: Der Staatsanwalt (Fernsehserie, Folge: Tod eines Schülers)
- 2010: SOKO Köln (Fernsehserie, Folge: Schöne Aussichten)
- 2013: Alles was zählt (Fernsehserie, 2 Folgen)
- 2017: Lindenstraße (Fernsehserie, 2 Folgen)
- 2018: Curtiz